# أليكس بيتكوف
أليكس بيتكوف (بالإنجليزية: Alex Petkov)‏ هو لاعب كرة قدم بريطاني في مركز الوسط، ولد في 25 يوليو 1999 في صوفيا في بلغاريا. لعب مع هارت أوف ميدلوثيان.

## وصلات خارجية
- أليكس بيتكوف على موقع قاعدة بيانات كرة القدم.إي يو (الإنجليزية)
- أليكس بيتكوف على موقع ناشيونال فوتبول تيمز (الإنجليزية)
- أليكس بيتكوف على موقع Soccerway.com (الإنجليزية)